# GO-174
 GO-174 é uma rodovia estadual longitudinal em Goiás, na região sudoeste do estado. Tem como ponto de partida a cidade de Cachoeira Alta no entroncamento com a BR-364 até a GO-422 em trecho sem asfalto. A partir do entroncamento com a GO-422 a rodovia passa a ser pavimentada, passando pelas cidades de: Rio Verde, Montividiu, Amorinópolis, Iporá, Diorama e termina em Montes Claros de Goiás. A GO-174 recebe o nome de Rodovia Jornalista Noildo Miguel entre Diorama a Montes Claros de Goiás, um trecho de 35 km, mais 25 km deste ainda se encontra sem pavimentação. A extensão da rodovia GO-174 é de 240 km.
Embora o trecho de 45 quilômetros, entre Rio Verde e Montividiu já demande um serviço de duplicação, devido ao elevado fluxo de caminhões, o governo de Goiás elaborou um projeto que contempla sua duplicação apenas no perímetro urbano de Rio Verde até o trevo de acesso ao Anel-Viário da cidade. No restante do percurso até Montividiu, está previsto a construção da terceira faixa em terrenos íngremes. O trecho é considerado um dos mais perigosos do País, segundo relatório anual da Confederação Nacional dos Transportes. A rodovia entre o seu entroncamento com a GO-422 e Montividiu, não possui acostamento.